# Orlando Flacco
Orlando Flacco (né vers 1527/1530 à Vérone, en Vénétie et mort vers 1592/1593) est un peintre italien qui a été actif à Vérone au XVIe siècle.

## Biographie
Orlando Flacco a terminé le travail que Bernardino India avait commencé à la Sala del Maggior Consiglio à Vérone.

## Œuvres
- Portrait d'un gentilhomme,
- Sainte Claire chassant les Sarrasins d'Assise
- Dame avec un garçon, Portrait d'une dame Pullé et Annonciation, Musée civique de Castelvecchio, Vérone.
- Crucifixion et Ecce Homo, église de San Nazaro, Vérone.
- Autoportrait, Musée Capodimonte de Naples, Naples.